# 다운 아젠틴 웨이
다운 아젠틴 웨이(Down Argentine Way)는 미국에서 제작된 어빙 커밍스 감독의 1940년 코미디, 멜로/로맨스, 뮤지컬, 드라마 영화이다. 돈 어미치 등이 주연으로 출연하였고 대릴 F. 재넉 등이 제작에 참여하였다.
이 영화는 문화적, 역사적, 미적 중요성으로 인해 미국 의회도서관에 의해 미국 국립영화등기부의 보존물로 선정되었다.

## 출연

### 주연
- 돈 어미치
- 베티 그레이블

### 조연
- 카르멩 미란다
- 샬럿 그린우드
- J. 캐럴 내시
- 헨리 스티븐슨
- 케이 올드리지
- 리어니드 킨스키
- 크리스핀 마틴
- 그레고리 게이
- 찰스 쥬델스
- 페이야드 니컬러스
- 해럴드 니컬러스
- 에드워드 필딩
- 장 델발
- 조지 험버트
- 프레드 말라테스타
- 수잰 리지웨이
- 일레이나 버두고

## 제작진
- 협력프로듀서: 해리 조 브라운
- 세트: 토머스 리틀
- 의상: 트래비스 밴턴